# Miðvágur
Miðvágur is een stadje behorende tot de gemeente Miðvágs kommuna in het zuiden van het eiland Vágar op de Faeröer. Miðvágur heeft ongeveer 1000 inwoners en is daarmee qua inwoners de grootste plaats op het eiland. De postcode is FO-370. Het stadje heeft ook een voetbalclub die speelt onder de naam MB (Miðvágs Bóltfelag). Miðvágur wordt al zeker sinds de Vikingtijd bewoond.

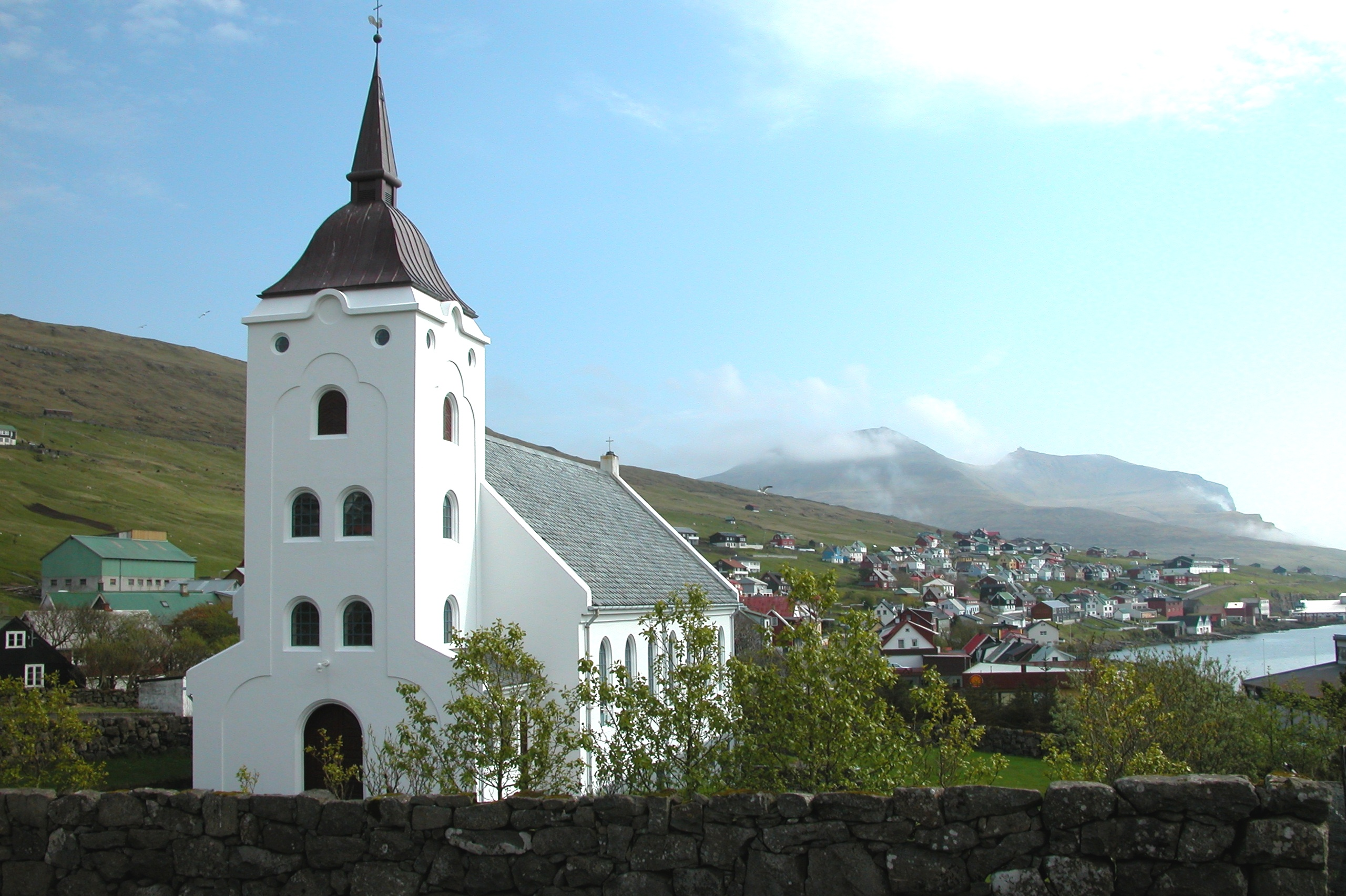
Kerkje van Miðvágur
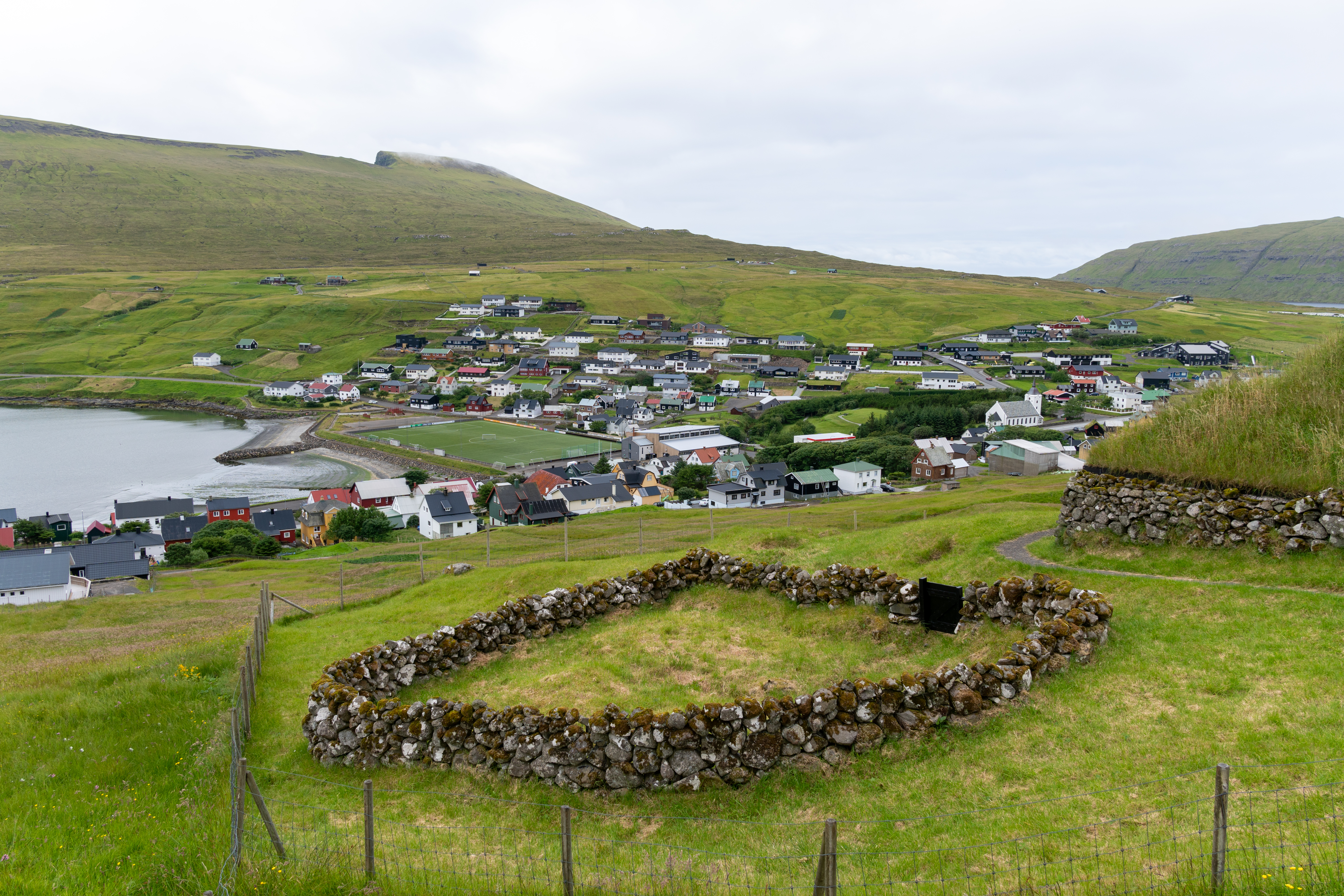
Historische locatie Kálvalíð
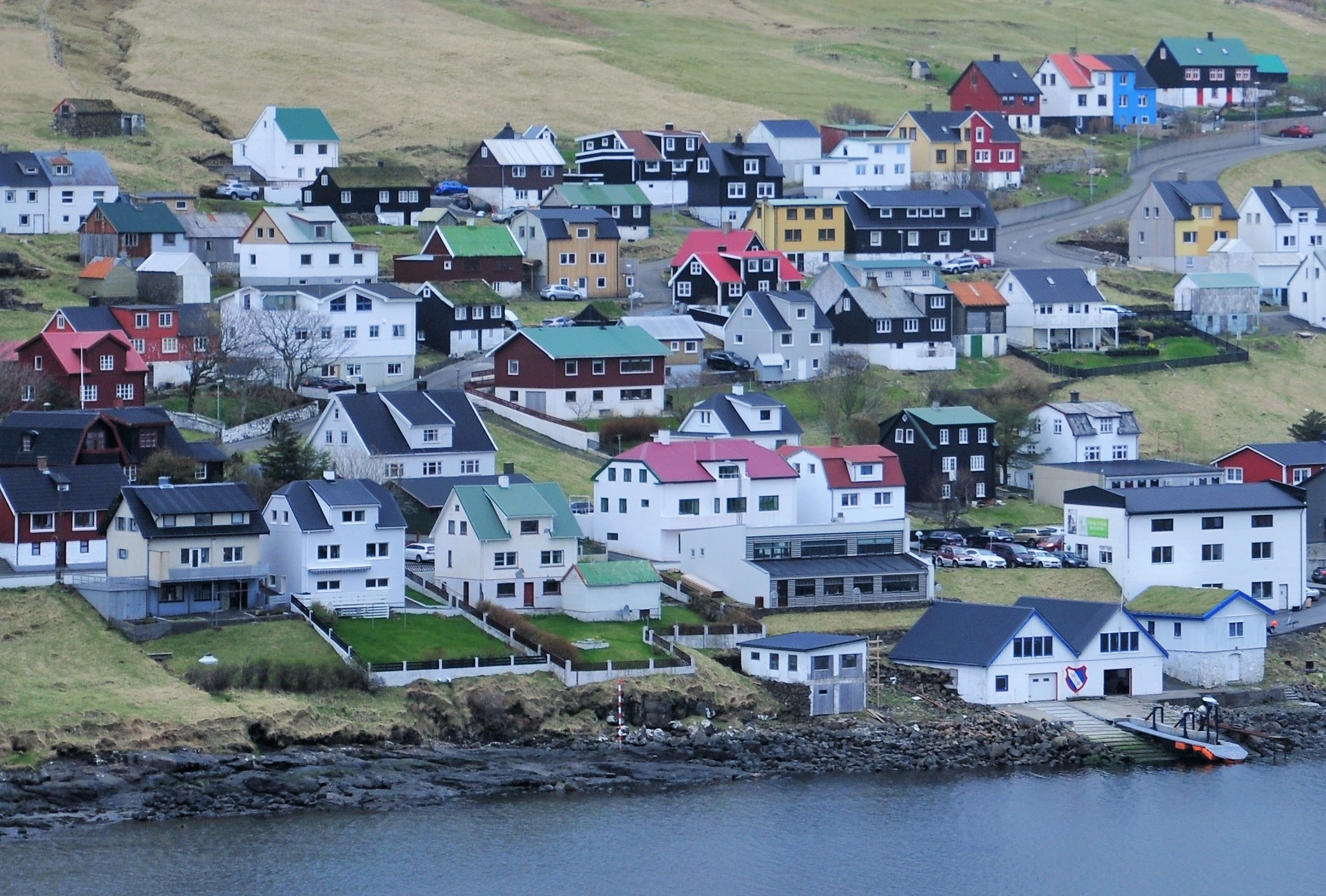
Zicht op Miðvágur